# Aguirre, gniew boży
Aguirre, gniew boży (niem. Aguirre, der Zorn Gottes) – niemiecko-meksykańsko-peruwiański dramat historyczny z 1972 roku w reżyserii Wernera Herzoga. Film został oparty na rzeczywistych wydarzeniach z XVI wieku.

## Fabuła
W 1560 roku grupa hiszpańskich awanturników wyrusza na poszukiwania mitycznego El Dorado. Hiszpanie schodzą z Andów i Amazonką ruszają ku Atlantykowi. Wkrótce między konkwistadorami dochodzi do walki o władzę, z której zwycięsko wychodzi na wpół oszalały Lope de Aguirre (Klaus Kinski), prowadząc siebie i swoich podwładnych ku powolnej zagładzie.

## Obsada
- Klaus Kinski – Lope de Aguirre
- Del Negro – Gaspar de Carvajal
- Peter Berling – Fernando de Guzmán
- Ruy Guerra – Pedro de Ursúa
- Alejandro Repulles – Gonzalo Pizarro
- Helena Rojo – Inez
- Cecilia Rivera – Flores de Aguirre